# Апатія (фільм)
«Апатія» (азерб. Apatiya) — азербайджанський драматичний фільм 2024 року режисера Хікмета Рахімова.

## Сюжет
Батьки Акіфа, Ахмет і Ельнара, які виросли неписьменними, без професії, без любові, забрали Акіфа зі школи та були зайняті пошуком роботи для нього. Бідна сім'я, що живе в убогому будинку, звернулася до дядька Акіфа, наркомана Азера, який займається ремонтом автомобілів, з проханням надати йому роботу. Мало того, брат Ельнари, Мансур, який працює різноробом, знайшов притулок у цій бідній родині, щоби звільнитися від додаткових витрат. На тлі бідності та хаосу в будинку стається вбивство. Убитого ховають, і його шукають як родичі, так і поліція як зниклого безвісти.

## Акторський склад
- Шахла Алікізі
- Азер Айдемір
- Турал Баксіс
- Фуад Джабієв
- Мухаммед Шахмаммадлі

## Сприйняття

### Критика
Знімання сцени мастурбації у фільмі були зустрінуті з критикою. Режисер Хікмет Рахімов заявив, що це вимога жанру, і пов'язав критику з сексуальними проблемами.
Кінокритикиня Севда Султанова розкритикувала цю сцену і заявила, що не буде дивитися фільм: «Якщо в будь-якому фільмі показують інтимні сцени, не спираючись на драматургію, не розкриваючи характер персонажів, це не художня, а невігласька сміливість».
Режисер Джавід Таваккул заявив, що у Хікмета Рахімов нічого не вийшло: «Потворність, рейтинг, концепція “показати реалізм” — це не для мистецтва. Не всі можуть робити кіно».
Але письменник Ільхам Азіз похвалив режисера і творчу групу, назвавши цю сцену сміливою: «Досі я не зустрічав в азербайджанському кіно такої сміливої акторки. Люди, які можуть пожертвувати всім заради мистецтва, коли це необхідно, врешті-решт стають переможцями».